# Kanton Thonon-les-Bains
 Thonon-les-Bains  is een kanton van het Franse departement Haute-Savoie. Het kanton maakt deel uit van het arrondissement Thonon-les-Bains.

In 2018 telde het 51.263 inwoners.

Het kanton werd gevormd ingevolge het decreet van 13 februari 2014 met uitwerking op 22 maart 2015, met Thonon-les-Bains als hoofdplaats.
Het omvat delen van de opgeheven kantons Thonon-les-Bains-Est en Thonon-les-Bains-Ouest.

## Gemeenten
Het kanton omvat delen van de opgeheven kantons Thonon-les-Bains-Est en Thonon-les-Bains-Ouest.
- Allinges
- Armoy
- Bellevaux
- Cervens
- Draillant
- Lullin
- Lyaud
- Orcier
- Perrignier
- Reyvroz
- Thonon-les-Bains
- Vailly